# اولاسلوی یکم

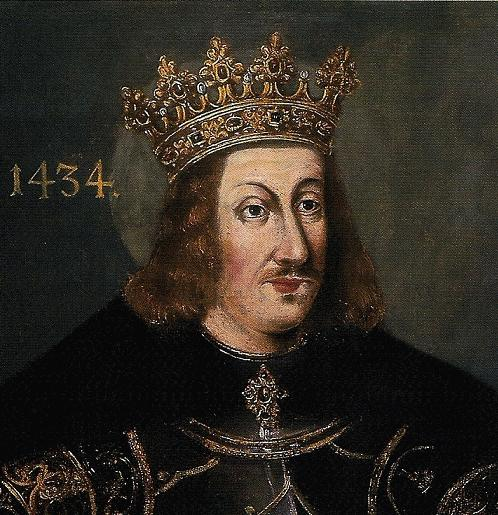
اولاسلوی یکم

اولاسلوی یکم (به مجاری: I. Ulászló) یا ووادیسواف سوم (به لهستانی: Władysław III)؛تلفظ لهستانی: [vwaˈdɨswaf]؛ (زادهٔ ۳ اکتبر ۱۴۲۴- مرگ ۱۰ نوامبر ۱۴۴۴) پادشاه لهستان (از ۱۴۳۴ میلادی) و مجارستان (از ۱۴۴۰ میلادی) بود.

## زندگی
پدر او ولادیسلاو دوم گراندوک لیتوانی بود. در ده سالگی به جانشینی پدر رسید. در ۱۴۴۰ پادشاهی بر مجارستان بدو پیشنهاد شد. مجارستان در آن زمان در معرض تازش عثمانیها قرار داشت. او این پادشاهی را پذیرفت و از پشتیبانی پاپ اوژن چهارم برای برپایی جنگی صلیبی در برابر ترکان بهره‌مند گردید. سرانجام او لشکری متحد از مسیحیان را به تعداد ۲۰هزار تن را در وارنا در برابر سپاهیان ۶۰هزارنفری سلطان مراد دوم گردآورد. در نبرد وارنا پیروزی با عثمانیان بود، اولاسلو کشته‌شد و سربریده‌اش بر سر تیری به نمایش گذارده‌شد.

## نگارخانه

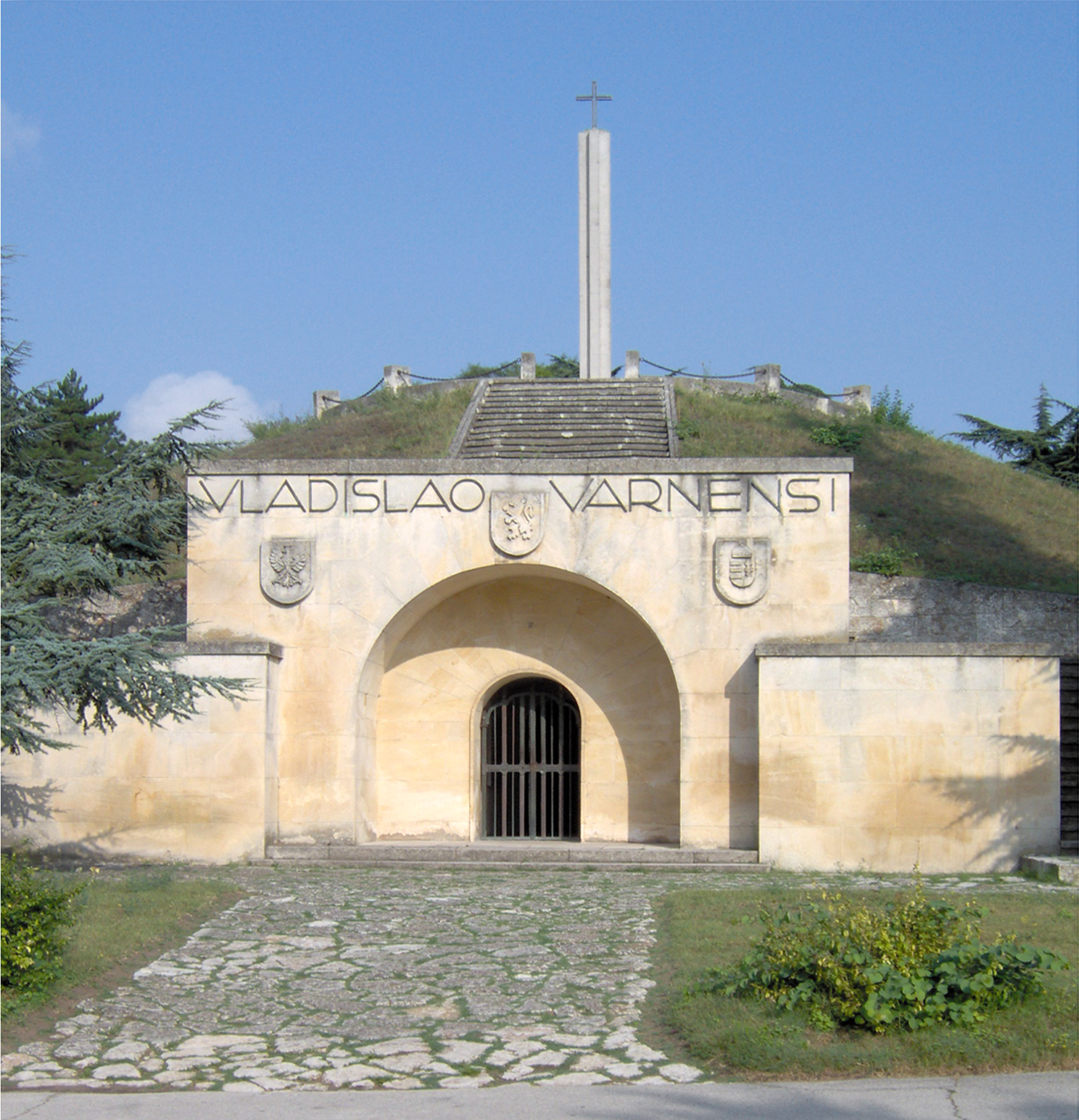
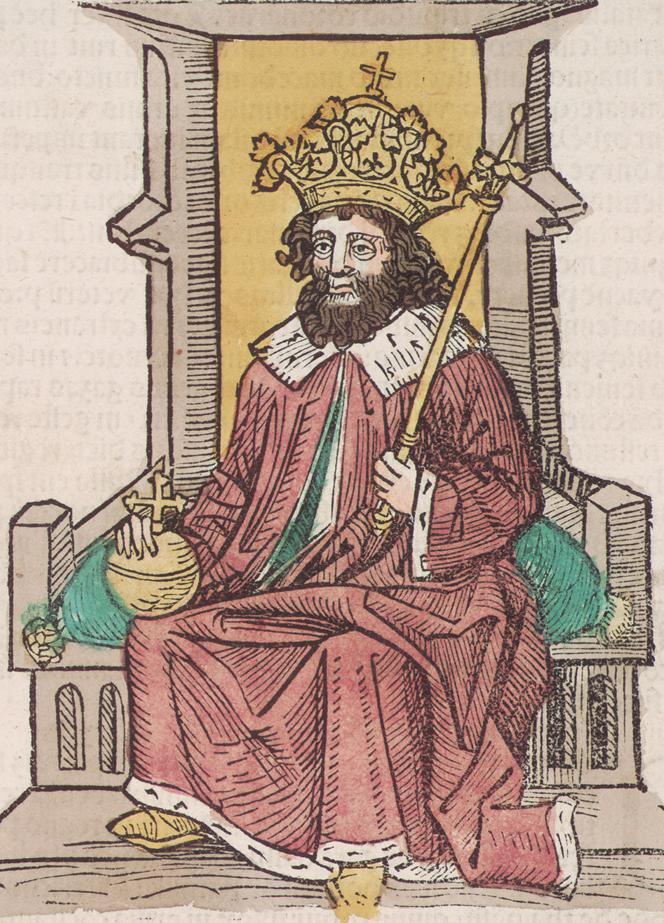
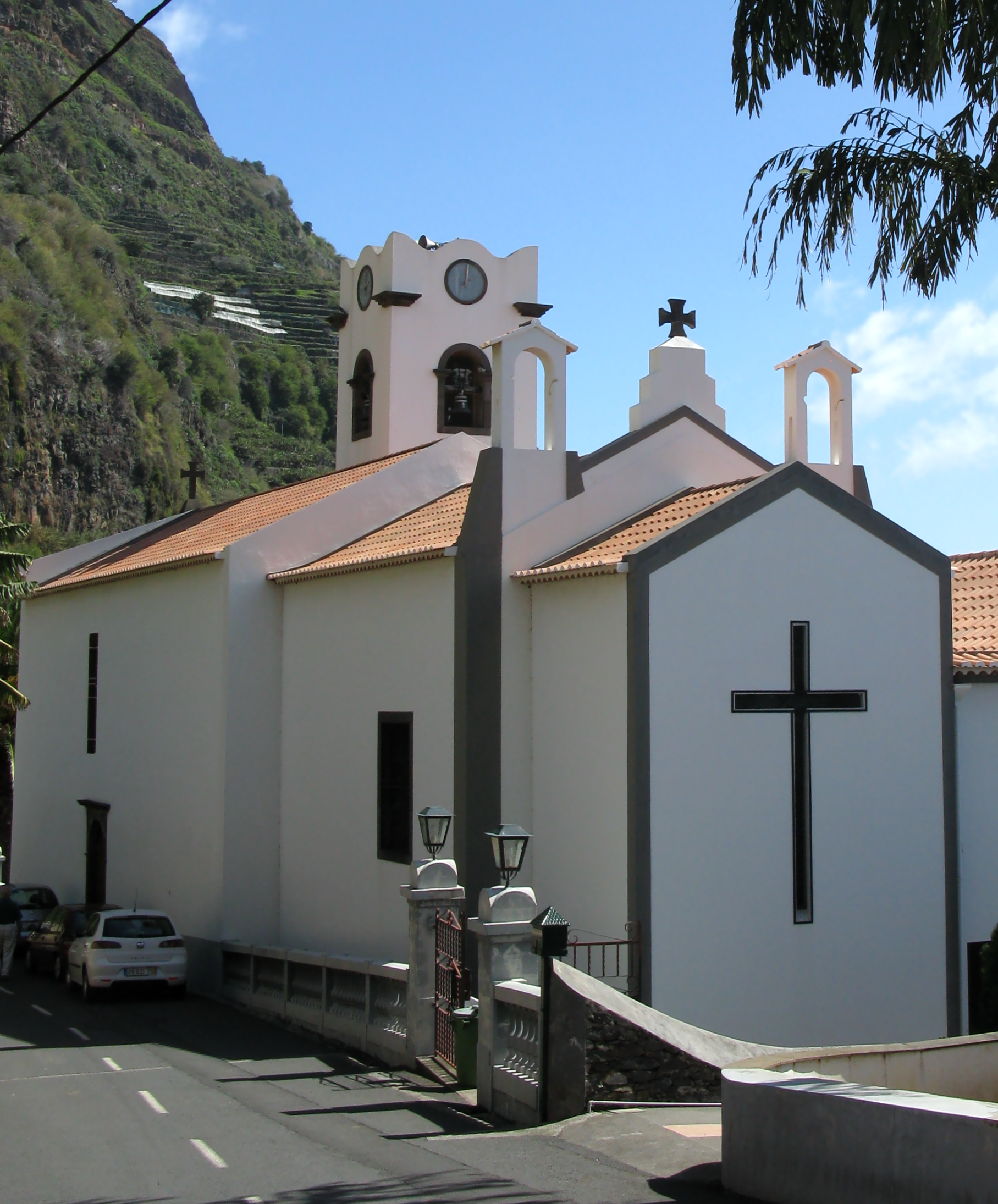